# Veladyris totumbra
Veladyris totumbra är en fjärilsart som beskrevs av William James Kaye 1919. Veladyris totumbra ingår i släktet Veladyris och familjen praktfjärilar. Inga underarter finns listade i Catalogue of Life.